# Maléfique – Psalm 666
Maléfique – Psalm 666 (frz. „Unheilvoll“) ist ein französischer Fantasy-/Horrorfilm.

## Handlung
Der ehemalige Firmenchef Carrère wird wegen Betrugs inhaftiert. Im Gefängnis muss er sich seine heruntergekommene Zelle mit drei Personen teilen. Marcus ist ein Transsexueller, dessen Grund für seine Verurteilung während des Films nicht bekannt wird. Pâquerette ist ein retardierter 20-Jähriger, der manisch alles isst. Er hat als Kind im Schweinestall gewohnt. Als er das erste Mal aus dem Stall freikommt, trifft er auf seine sechs Monate alte Schwester, die er vor Freude isst. Schließlich wäre da noch Lassalle, ein Intellektueller, der in einem Anfall eines Morgens seine Frau umgebracht hat.
Eines Nachts finden die Häftlinge ein altes Buch in einem Loch in der Wand. Es stellt sich heraus, dass es sich dabei um das Tagebuch des 1920 inhaftierten Charles Danvers handelt. Dieser dokumentierte seine Versuche, mithilfe von Schwarzmagie aus seiner Zelle auszubrechen.
Die vier Charaktere finden schnell heraus, dass die Symbole und Sprüche in dem Buch tatsächlich Wirkung zeigen. Sie schöpfen Hoffnung, aus dem Gefängnis ausbrechen zu können. Pâquerette, der von Marcus immer nur „Bübchen“ genannt wird, beginnt nach einem gescheiterten Versuch, aus der Zelle auszubrechen, das Buch aufzuessen. Doch als er gerade den ersten Bissen getan hat, hebt er vom Boden ab und alle seine Knochen verdrehen sich, bis er stirbt. In einem Anfall von Wut wirft Marcus daraufhin das Buch aus dem Fenster.
Am nächsten Tag kommt der neue Häftling Hippolyte Picus in die Zelle, der eine Videokamera mit sich führt, die ununterbrochen aufnimmt, was geschieht. Am nächsten Morgen ist Picus verschwunden. Carrère findet mithilfe der Kamera heraus, dass er das Buch mit sich geführt hatte und mit dessen Hilfe durch die Wand verschwand. Hierdurch zu neuem Mut gekommen, beschließen die drei, den gleichen Spruch auszuprobieren. Sie gelangen durch die Wand in die Gefängniszelle von Charles Danvers und finden heraus, dass das Buch nicht zum Ausbruch verhilft. Das Geheimnis des Buchs ist, dass es einem den größten Wunsch im Leben erfüllt.

## Zum Film
Maléfique – Psalm 666 spielt fast ausschließlich in der Gefängniszelle. Hierdurch konnten die Produktionskosten sehr gering gehalten werden. 
Charakteristisch ist auch die blasse Farbgebung, die die schlechten Lichtverhältnisse in der Zelle untermauert und die düstere Atmosphäre unterstreicht. So hat man zum Teil das Gefühl, der Film sei schwarzweiß.
Maléfique enthält mehrere Anspielungen auf den Cthulhu-Mythos. Beispielsweise wird in einem der Zaubersprüche Yog-Sothoth angerufen, und Teile des Tagebuchs sind in der Sprache von R’lyeh verfasst. 
Der Film erschien in Deutschland am 27. Januar 2004 ausschließlich als DVD und kam nicht in die Kinos.

## Kritiken
Das Lexikon des internationalen Films schrieb: „Der lakonisch inszenierte Film spielt fast komplett in der Abgeschiedenheit der Zelle, in der ein betrügerischer Ex-Firmenchef, ein debiler Kannibale, ein athletischer Transsexueller und ein Gattenmörder zusammengepfercht sind. [...] Klassische Topoi des stimmungsvollen Gruselkinos werden nicht ohne Ironie aufgegriffen und intelligent variiert, wobei sich ein bedrückendes Kammerspiel entwickelt.“
Die Webseite Cinema meinte: „Sparsame Schockeffekte, nur ein Schauplatz, dafür interessante Figuren und psychologische Spannung - dieses kluge Kammerspiel zeigt, wie viel mit Minibudget möglich ist.“

## Preise
- Avignon Film Festival: Prix Vision
- Gérardmer Film Festival: Special Jury Price